# 260-я стрелковая дивизия (2-го формирования)
260-я стрелковая дивизия (260 сд) — воинское формирование (соединение, стрелковая дивизия) РККА в Великой Отечественной войне.
Дивизия участвовала в боевых действиях:
- 12.05.1942 — 03.03.1943
- 12.07.1943 — 29.01.1944
- 25.02.1944 — 09.05.1945

Сокращённое наименование — 260 сд

## История
Дивизия формировалась в период апрель — август 1942 года во исполнение Директивы MBO № 9975 от 28 апреля 1942 года в городе Коломна Московской области, на базе 55-й стрелковой бригады (I формирования).
По завершении формирования дивизия до конца августа 1942 года находилась в составе Московской зоны обороны, затем убыла на Воронежский фронт в 60-ю армию.
С сентября 1942 года в составе 1-й гвардейской армии Сталинградского, а с 28 сентября 1942 года — Донского фронтов дивизия вела тяжелые бои на северо-западных подступах к Сталинграду в районе Самофаловки, в нанесении контрударов по прорвавшемуся к Волге противнику. С конца сентября дивизия вела наступательные бои, имея задачу овладеть хутором Бородкин. В середине октября 1942 года армия была выведена в резерв Ставки ВГК, а 260-я стрелковая дивизия передана 24-й армии Донского фронта и в её составе до конца января вела боевые действия в районе Котлубань, разъезд 564. С 18 января её части наступали в направлении завода «Баррикады». После завершения Сталинградской битвы дивизия находилась в резерве Донского фронта, затем в составе Сталинградской группы войск. В конце марта 1943 года она была переброшена в район Тулы и включена в 11-ю армию резерва Ставки ВГК. С 12 июля 1943 года дивизия в составе этой же армии Западного, а с 30 июля — Брянского фронтов принимала участие в Орловской, Брянской наступательных операциях.
С ноября 1943 года дивизия принимает участие в Гомельско-Речицкой наступательной операции, в форсировании реки Сож и овладении городом Гомель. С переходом к обороне на подступах к городу Жлобин и расформированием 11-й армии дивизия вместе с корпусом перешла в 63-ю армию, а в январе 1944 года выведена в резерв Ставки ВГК и включена в 70-ю армию. В феврале она в составе 125-го стрелкового корпуса была переброшена в район г. Сарны, где вошла в 47-ю армию. В её составе участвовала в наступательных боях на ковельском направлении, в Белорусской наступательной операции, форсировании реки Западный Буг и овладении крепостью Прага (предместье Варшавы). За образцовое выполнение заданий командования в боях на ковельском направлении она получила почетное наименование «Ковельская» и была награждена орденом Красного Знамени
С января 1945 года части дивизии успешно действовали в Варшавско-Познанской наступательной операции, отличились при овладении города Яблона, форсировании реки Висла и в боях за Варшаву, в развитии наступления на Бромбер. За эти бои дивизия была награждена орденом Суворова 2-й ст. (6.4.1945). В дальнейшем её части участвовали в Восточно-Померанской и Берлинской наступательных операциях, в боях за города Дейч-Кроне, Шнайдемюль, в форсировании рек Одер и Хавель, в штурме города Бранденбург. 5-7 мая дивизия вышла на реку Эльба, где встретилась с американскими войсками в районе г. Ратенув и г. Фишбек и севернее г. Торгау..
После окончания войны дивизия в Группе Советских войск в Германии в составе 34-й армии участвовала в охране демаркационной линии, соприкасаясь с английскими и американскими войсками. Одновременно занималась боевой и политической подготовкой.
В середине мая 1946 года 260-я Ковельская Краснознаменная ордена Суворова стрелковая дивизия была расформирована.

## Полное название
260-я стрелковая Ковельская Краснознамённая ордена Суворова дивизия

## Состав и награды
- 1026-й стрелковый Померанский полк
- 1028-й стрелковый Краснознаменный[5] ордена Суворова полк

 (5 апреля 1945 года — за овладение городом Шнайдемюль)
- 1030-й стрелковый ордена Кутузова и Богдана Хмельницкого полк

 (26 апреля 1945 года — за овладение городами Темпельбург, Фалькенбург, Драмбург, Вангерин, Лабес, Фрайенвальде, Шифельбайн, Регенвальде и Керлин)
 (28 мая 1945 года — за овладение городами Ратенов, Шпандау, Потсдам)
- 783-й артиллерийский ордена Александра Невского полк (быв. 738 ап)

 (26 апреля 1945 года — за овладение городами Темпельбург, Фалькенбург, Драмбург, Вангерин, Лабес, Фрайенвальде, Шифельбайн, Регенвальде и Керлин)
- 367-й отдельный истребительно-противотанковый ордена Александра Невского дивизион

 (26 апреля 1945 года — за овладение городами Бервальде,Темпельбург, Фалькенбург, Драмбург, Вангерин, Лабес, Фрайенвальде, Шифельбайн, Регенвальде и Керлин)
- 582-й отдельный сапёрный ордена Красной Звезды батальон

 (3 мая 1945 года — за овладение городом Альтдамм)
- 735-й отдельный ордена Красной Звезды батальон связи (быв. 439 орс)

 (3 мая 1945 года — за овладение городом Альтдамм)
- 314-я отдельная разведывательная рота
- 287-я зенитная батарея (до 03.03.1943)
- 303-й отдельный медико-санитарный батальон
- 368-я отдельная рота химической защиты
- 458-я автотранспортная рота
- 494-я полевая хлебопекарня
- 73-й дивизионный ветеринарный лазарет
- 25761-я полевая почтовая станция (1613)
- 1659-я полевая касса Государственного банка.

## Подчинение
| Дата            | Фронт                    | Армия                       | Корпус                  | Примечания      |
| --------------- | ------------------------ | --------------------------- | ----------------------- | --------------- |
| 01.05.1942 года | Московский военный округ |                             | -                       | на формировании |
| 01.06.1942 года | Московская зона обороны  |                             | -                       | на формировании |
| 01.07.1942 года | Московская зона обороны  |                             |                         |                 |
| 01.08.1942 года | Воронежский фронт        |                             |                         | -               |
| 01.09.1942 года | Воронежский фронт        |                             |                         | -               |
| 01.10.1942 года | Донской фронт            | 1-я гвардейская армия       |                         | -               |
| 01.11.1942 года | Донской фронт            | 24-я армия                  |                         | -               |
| 01.12.1942 года | Донской фронт            | 24-я армия                  |                         | -               |
| 01.01.1943 года | Донской фронт            | 24-я армия                  |                         | -               |
| 01.02.1943 года | Донской фронт            | 65-я армия                  |                         | -               |
| 01.03.1943 года | Резерв Ставки ВГК        |                             |                         | -               |
| 01.04.1943 года | Резерв Ставки ВГК        | Сталинградская группа войск | -                       |                 |
| 01.05.1943 года | Резерв Ставки ВГК        | 11-я армия                  | -                       | -               |
| 01.06.1943 года | Резерв Ставки ВГК        | 11-я армия                  | -                       | -               |
| 01.07.1943 года | Резерв Ставки ВГК        | 11-я армия                  |                         | -               |
| 01.08.1943 года | Брянский фронт           | 11-я армия                  |                         | -               |
| 01.09.1943 года | Брянский фронт           | 11-я армия                  | 53-й стрелковый корпус  | -               |
| 01.10.1943 года | Брянский фронт           | 11-я армия                  | 53-й стрелковый корпус  | -               |
| 01.11.1943 года | Белорусский фронт        | 11-я армия                  | 53-й стрелковый корпус  | -               |
| 01.12.1943 года | Белорусский фронт        | 11-я армия                  | 53-й стрелковый корпус  | -               |
| 01.01.1944 года | Белорусский фронт        | 63-я армия                  | 53-й стрелковый корпус  | -               |
| 01.02.1944 года | Резерв Ставки ВГК        |                             |                         | -               |
| 01.03.1944 года | 2-й Белорусский фронт    | 47-я армия                  | 125-й стрелковый корпус | -               |
| 01.04.1944 года | 2-й Белорусский фронт    | 47-я армия                  | 125-й стрелковый корпус | -               |
| 01.05.1944 года | 1-й Белорусский фронт    | 47-я армия                  |                         | -               |
| 01.06.1944 года | 1-й Белорусский фронт    | 47-я армия                  | 129-й стрелковый корпус | -               |
| 01.07.1944 года | 1-й Белорусский фронт    | 47-я армия                  | 129-й стрелковый корпус | -               |
| 01.08.1944 года | 1-й Белорусский фронт    | 47-я армия                  | 129-й стрелковый корпус | -               |
| 01.09.1944 года | 1-й Белорусский фронт    | 47-я армия                  | 129-й стрелковый корпус | -               |
| 01.10.1944 года | 1-й Белорусский фронт    | 47-я армия                  | 129-й стрелковый корпус | -               |
| 01.11.1944 года | 1-й Белорусский фронт    | 47-я армия                  | 129-й стрелковый корпус | -               |
| 01.12.1944 года | 1-й Белорусский фронт    | 47-я армия                  | 129-й стрелковый корпус | -               |
| 01.01.1945 года | 1-й Белорусский фронт    | 47-я армия                  | 129-й стрелковый корпус | -               |
| 01.02.1945 года | 1-й Белорусский фронт    | 47-я армия                  | 129-й стрелковый корпус | -               |
| 01.03.1945 года | 1-й Белорусский фронт    | 47-я армия                  | 77-й стрелковый корпус  |                 |
| 01.04.1945 года | 1-й Белорусский фронт    | 47-я армия                  | 77-й стрелковый корпус  |                 |
| 01.05.1945 года | 1-й Белорусский фронт    | 47-я армия                  | 77-й стрелковый корпус  | -               |

## Командование

### Командиры
- Чижов, Александр Васильевич (25.04.1942 — 30.09.1942), полковник
- Мирошниченко, Григорий Кузьмич (01.10.1942 — 27.08.1943), полковник
- Максимовский, Степан Васильевич (28.08.1943 — 18.09.1943), полковник
- Панков, Геннадий Петрович (19.09.1943 — 03.11.1943), полковник
- Булгаков, Василий Иванович (04.11.1943 — 01.12.1944), полковник
- Попов, Иван Ефимович (02.12.1944 — 02.01.1945), полковник
- Горшенин, Яков Павлович (03.01.1945 — 05.05.1945), полковник
- Поляков, Петр Семенович (06.05.1945 — ??.06.1946), генерал-майор

### Заместители командира
- Мотека, Владислав Казимирович (??.04.1945 — 15.05.1945), полковник

## Награды и наименования
| Награда (наименование)             | Дата                                                      | За что награждена |
| ---------------------------------- | --------------------------------------------------------- | --- |
| Почётное наименование «Ковельская» | Приказ Верховного Главнокомандующего от 23 июля 1944 года | За успешное выполнение заданий командования и за овладение городом Ковель                                                                                  |
| Орден Красного Знамени             | 9 августа 1944 года                                       | За образцовое выполнение заданий командования в боях при прорыве обороны западнее города Ковель и проявленные при этом доблесть и мужество                 |
| Орден Суворова II степени          | 19 февраля 1945 года                                      | За образцовое выполнение заданий командования в боях против немецких захватчиков, за овладение городом Варшава и проявленные при этом доблесть и мужество. |

Личному составу 260-й стрелковой Ковельской Краснознамённой ордена Суворова дивизии было объявлено шесть благодарностей в приказах Верховного Главнокомандующего:
- За овладение овладели важным опорным пунктом обороны немцев и крупным железнодорожным узлом — городом Ковель. 6 июля 1944 года. № 131.
- За овладение штурмом городом Шнайдемюль — важным узлом коммуникаций и мощным опорным пунктом обороны немцев в восточной части Померании. 14 февраля 1945 года. № 279.
- За прорыв сильно укрепленной обороны немцев восточнее города Штаргард, продвижение вперед за четыре дня наступательных боев до 100 километров, выход на побережье Балтийского моря в районе города Кольберг и овладение городами Бервальде, Темпельбург, Фалькенбург, Драмбург, Вангерин, Лабес, Фрайенвальде, Шифельбайн, Регенвальде и Керлин — важными узлами коммуникаций и сильными опорными пунктами обороны немцев в Померании. 4 марта 1945 года. № 288.
- За овладение городом Альтдамм и ликвидировали сильно укрепленный плацдарм немцев на правом берегу реки Одер восточнее Штеттина. 20 марта 1945 года. № 304.
- За полное окружение Берлина и овладение городами Науен, Эльшталь, Рорбек, Марквардт. 25 апреля 1945 года. № 342.
- За овладение штурмом городом Бранденбург — центром Бранденбургской провинции и мощным опорным пунктом обороны немцев в Центральной Германии. 1 мая 1945 года. № 355.

## Отличившиеся воины дивизии
| Награда     | Ф. И. О.                       | Должность                                                              | Звание                    | Дата награждения                            | Примечания                                                                                |
| ----------- | ------------------------------ | ---------------------------------------------------------------------- | ------------------------- | ------------------------------------------- | ----------------------------------------------------------------------------------------- |
|             | Андреев, Николай Трофимович    | командир 1028-го стрелкового полка                                     | Подполковник              | 06.04.1945                                  |                                                                                           |
|             | Жуков, Данил Алексеевич        | командир стрелкового отделения 1028-го стрелкового полка               | Сержант                   | 27.02.1945                                  |                                                                                           |
|             | Плешивцев, Иван Николаевич     | командир пулемётной роты 1028-го стрелкового полка                     | Старший лейтенант ВС СССР | 27.02.1945                                  |                                                                                           |
|             | Попов, Михаил Николаевич       | командир стрелкового взвода 1030-го стрелкового полка                  | Лейтенант                 | 24.03.1945                                  |                                                                                           |
|             | Фомичёв, Иван Васильевич       | командир пулемётного расчёта 1030-го стрелкового полка                 | Младший сержант           | 24.03.1945                                  |                                                                                           |
|             | Часов, Дмитрий Иванович        | командир стрелкового батальона 1028-го стрелкового полка               | Капитан                   | 27.02.1945                                  |                                                                                           |
|             | Андреев, Павел Фёдорович       | начальник направления связи 1030-го стрелкового полка                  | Старший сержант           | 08.12.1943 27.04.1944 24.03.1945            | 29.08.1944 погиб в бою                                                                    |
|             | Зосик, Анатолий Ильич          | командир стрелкового отделения 1026-го стрелкового полка               | Сержант                   | 21.08.1944 31.03.1956 31.03.1956            |                                                                                           |
|             | Карпов, Дмитрий Афанасьевич    | командир расчёта 45-мм пушки 1028-го стрелкового полка                 | Старший сержант           | 25.11.1943 22.08.1944 31.05.1945            |                                                                                           |
|             | Котов, Фёдор Фёдорович         | командир пулемётного расчёта пулемётной роты 1030-го стрелкового полка | Старший сержант           | 19.05.1944 13.08.1944 31.05.1945            |                                                                                           |
|             | Кухаренко, Николай Яковлевич   | разведчик 314-й отдельной разведывательной роты                        | Старший сержант           | 07.08.1944 27.09.1944 06.04.1945            |                                                                                           |
| Орден Славы | Маннанов, Шакир Фатихович      | командир расчёта 76-миллиметровой пушки 1030-го стрелкового полка      | Сержант                   | 06.12.1943 13.04.1944 05.09.1944 22.02.1945 | Один из полных кавалеров ордена Славы, награждённых в годы войны четырьмя орденами Славы. |
|             | Маслов, Андрей Данилович       | командир стрелкового отделения 1026-го стрелкового полка               | Старший сержант           | 25.03.1944 27.09.1944 24.03.1945            |                                                                                           |
|             | Насибуллин, Ислам Насибуллович | командир орудия 1030-го стрелкового полка                              | Сержант                   | 25.11.1943 27.08.1944 31.05.1945            |                                                                                           |
|             | Негрило, Василий Алексеевич    | командир стрелкового отделения 1028-го стрелкового полка               | Младший сержант           | 13.04.1944 31.07.1944 24.03.1945            |                                                                                           |
|             | Нечушкин, Василий Григорьевич  | разведчик 314-й отдельной разведывательной роты                        | Старший сержант           | 08.08.1944 27.09.1944 31.05.1945            |                                                                                           |

## В дивизии служили
- Бурбыга, Иван Григорьевич (1922—1993), впоследствии полный кавалер ордена Славы.
- Галко, Владимир Никитович (1923—2009), буровой мастер. Герой Социалистического Труда (1971)
- Малкин, Пётр Иванович (1918—1980), впоследствии полный кавалер ордена Славы.
- Растягаев, Иван Алексеевич (1910—1989), впоследствии полный кавалер ордена Славы.